# Leskeodon densiretis
Leskeodon densiretis är en bladmossart som beskrevs av Brotherus 1907. Leskeodon densiretis ingår i släktet Leskeodon och familjen Daltoniaceae. Inga underarter finns listade i Catalogue of Life.